# Vir gloriosus
Вир Глориосус (латински : "славан човек", грчки: ενδοξος) или gloriosissimus ("најславнији", грчки: ενδοξοτατος) је највиши ранг који је могла да досегне сенатска аристократија Источног римског царства или Византије у 6. веку. Титула је уведена након повећања пролиферације, а чиме је снижена, за разлику од ранијих сенаторских титула, као што је vir illustris.
Титула је ограничена на највише функционере државе, односно magistri militum, преторијанског префекта, quaestor sacri palatii и magister officiorum, као некаква почаст према важним варварским владарима, као Теодориха Великог, који су били номинално империални субјекти.Комесу као најважнијем правном субјекту по својој функцији, додељивана је титуал magnificentissimus ("највеличанственији", грчки: μεγαλοπρεπέστατος).